# 馬景昌
馬景昌（1459年—？），字廷言，浙江湖州府德清縣人，民籍，明朝政治人物。

## 生平
浙江鄉試第七十四名舉人。成化二十三年（1487年）中式丁未科會試第二百六十三名，三甲第一名進士。

## 家族
曾祖馬震；祖父馬貞；父馬恒，母姚氏。慈侍下。